# Ilja Ehrenburg
Ilja Grigorjevitj Ehrenburg (ryska: Илья Григорьевич Эренбург, IPA: [ɪˈlʲja ɡrʲɪˈɡorʲɪvɪtɕ erʲɪnˈburk]), född 26 januari (14 januari enligt g. s.) 1891 i Kiev, Guvernementet Kiev, Kejsardömet Ryssland (nu Ukraina), död 31 augusti 1967 i Moskva, Ryska SFSR, Sovjetunionen (nu Ryssland), var en sovjetisk författare och journalist.

## Biografi
Ehrenburg föddes i en välbärgad judisk familj i Kiev; år 1895 flyttade familjen till Moskva. Han relegerades från gymnasiet, där han bland annat var skolkamrat med Nikolaj Bucharin, och satt fem månader i fängelse för socialistiska aktiviteter. Därefter emigrerade han till Paris 1908. Där umgicks han med avantgardistiska konstnärer och författare, däribland Pablo Picasso, Fernand Léger, Amedeo Modigliani och Guillaume Apollinaire, och började själv skriva poesi. Han träffade även Vladimir Lenin, och försåg denne med nyheter från Ryssland. Efter ryska revolutionen återvände Ehrenburg till Ryssland, som han åter lämnade 1921. Med avbrott för ett flertal längre resor var han därefter bosatt i Paris fram till 1940, då han definitivt slog sig ned i Sovjetunionen.
Ehrenburgs litterära produktion var mångfasetterad: efter att ha börjat skriva lyrik under sin tid i Paris författade han flera avantgardistiska pikareskromaner och journalistiska romaner under 1920-talet. Under första världskriget var han korrespondent för ett flertal ryska tidningar. Bucharin, som var chefredaktör för tidningen Izvestija, knöt honom till tidningen,[när?] vilket sannolikt räddade honom från Tjekan. Han rapporterade även för Izvestija under spanska inbördeskriget på 1930-talet. Under andra världskriget var han krigskorrespondent på olika fronter, och skrev en mängd artiklar för Röda arméns tidning Krasnaja zvezda (”Röda stjärnan”). Han reste oavbrutet mellan de platser, där det hände saker av intresse för att skriva om händelserna.
Ehrenburg anses ha haft en nyckelroll i den sovjetiska krigspropaganda, riktad till soldater i Röda armén, som hade till syfte att avhumanisera det tyska folket inför erövringen av östra Tyskland och de massvåldtäkter på tyska kvinnor och barn som Röda armén begick där. I sin bok Vojna (”Kriget”) från 1943 skrev han:
| ” | Tyskarna är inga människor. Från och med nu är ordet "tysk" den förskräckligaste svordom för oss. Från och med nu avfyrar soldaten sitt gevär när han hör ordet "tysk". Vi kommer inte att tala. Vi kommer inte att bli upprörda – vi kommer att döda. Har du inte dödat en tysk om dagen är din dag förstörd. | „ |

I juli 1942 uppmanade han bland annat till våldtäkter på ”germanska kvinnor”:
| ” | Döda, döda! Det finns ingen tysk som är oskyldig, inte de levande och inte de ofödda! Följ kamrat Stalins direktiv och krossa för alltid det fascistiska odjuret i sin håla. Bryt med våld de germanska kvinnornas rashögmod. Ta dem som rättmätigt byte. Döda, ni tappra framstormande rödgardister! | „ |

I september 1944 var Röda armén på väg att korsa gränsen in i Ostpreussen. Då skrev Ehrenburg i en fronttidning, som riktade sig direkt till soldaterna, att ”de tyska kvinnorna kommer att förbanna stunden då de beträdde vår jord”. Att Ehrenburg ska ha uppmanat till våldtäkter på detta sätt var dock något som han själv förnekade. Enligt den brittiske historikern Anthony Beevor så är ovanstående vitt spridda citat i själva verket fabrikationer av Nazitysklands propagandaapparat.
Ehrenburg redigerade 1944 tillsammans med Vasilij Grossman Tjornaja kniga (”Den svarta boken”), vilken dokumenterade nazisternas massmord på judar. Utdrag ur boken publicerades därefter i sovjetiska tidskrifter, och en fullständig utgåva utkom 1980 i Israel.
Från 1950 till sin död hade Ehrenburg ett kärleksförhållande med Liselotte Mehr (född Maier), hustru till den svenska socialdemokraten Hjalmar Mehr, något som Hjalmar Mehr accepterade. Hjalmar Mehr upprätthöll också själv vänskapliga förbindelser med Ehrenburg.
Hans roman Vårbrytning, som gavs ut i två delar 1954 och 1956, fick ge namn åt det ryska tövädret (på andra språk är uttrycken mer lika). 
Ehrenburg erhöll Leninorden, Sovjetunionens främsta utmärkelse, två gånger, 1944 och 1961.

Ehrenburgs bok Bilarnas liv brändes under bokbålen runt om i Nazityskland 1933. I Leninismens grunder från 1924 nämner Josef Stalin Ehrenburg:
| ” | En rysk författare, Ilja Ehrenburg, har i berättelsen »Uskomtjel« (rysk förkortning av »Den fullkomliga kommunistiska människan«) skildrat typen av en »bolsjevik«, som led av denna sjukdom och som föresatte sig att göra upp ett schema för en idealisk, fullkomlig människa och … »drunknade« i detta »arbete«. Berättelsen innehåller mycken överdrift, men att den beskriver sjukdomen mycket bra, det är otvivelaktigt. | „ |

## Bildgalleri

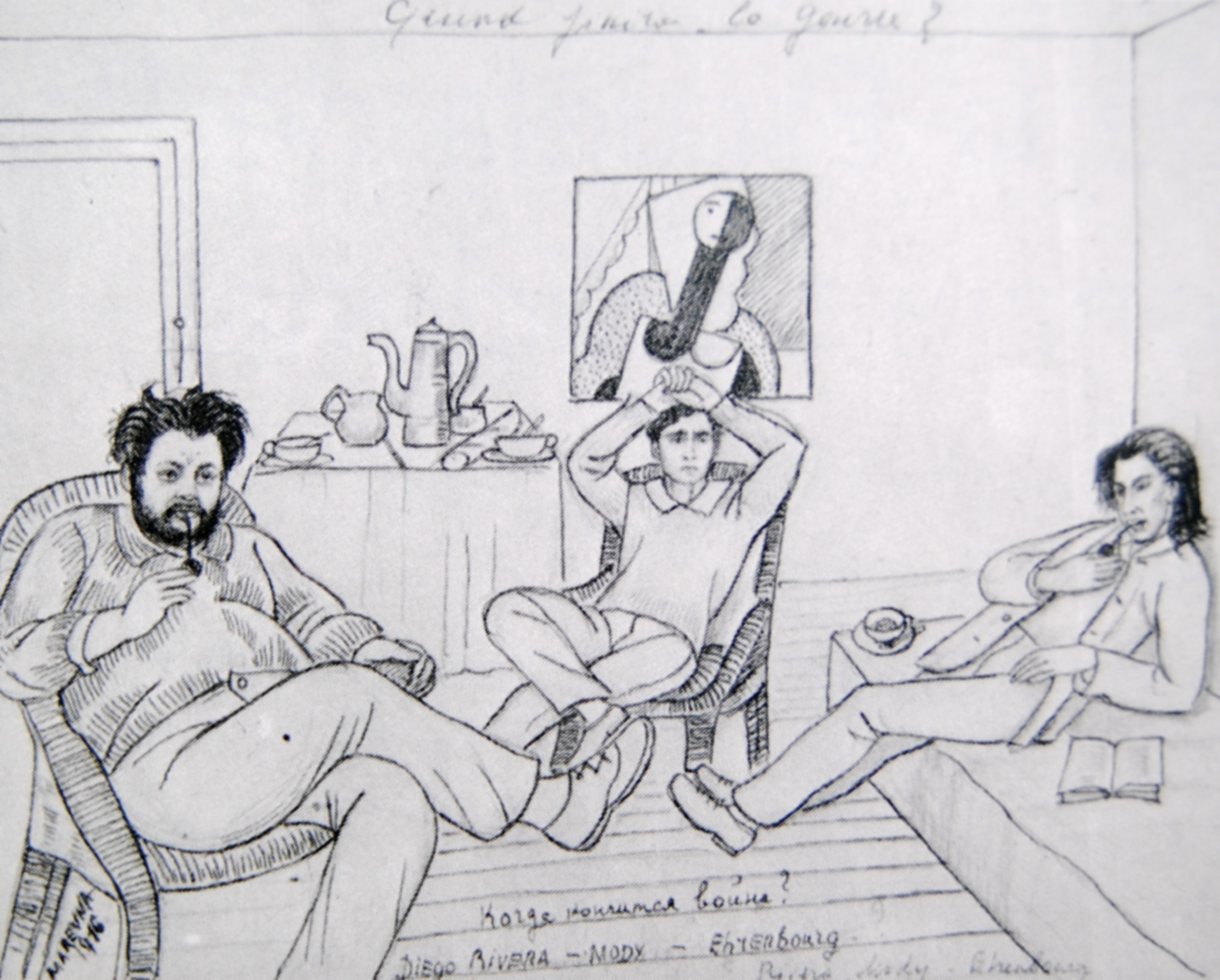
Diego Rivera, Amedeo Modigliani och Ehrenburg i Riveras ateljé i Paris. Teckning av Marie Vorobieff, 1916.
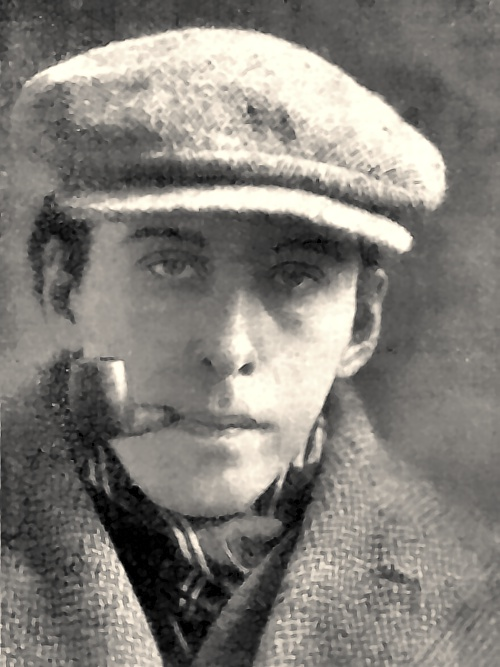
Ehrenburg år 1925.
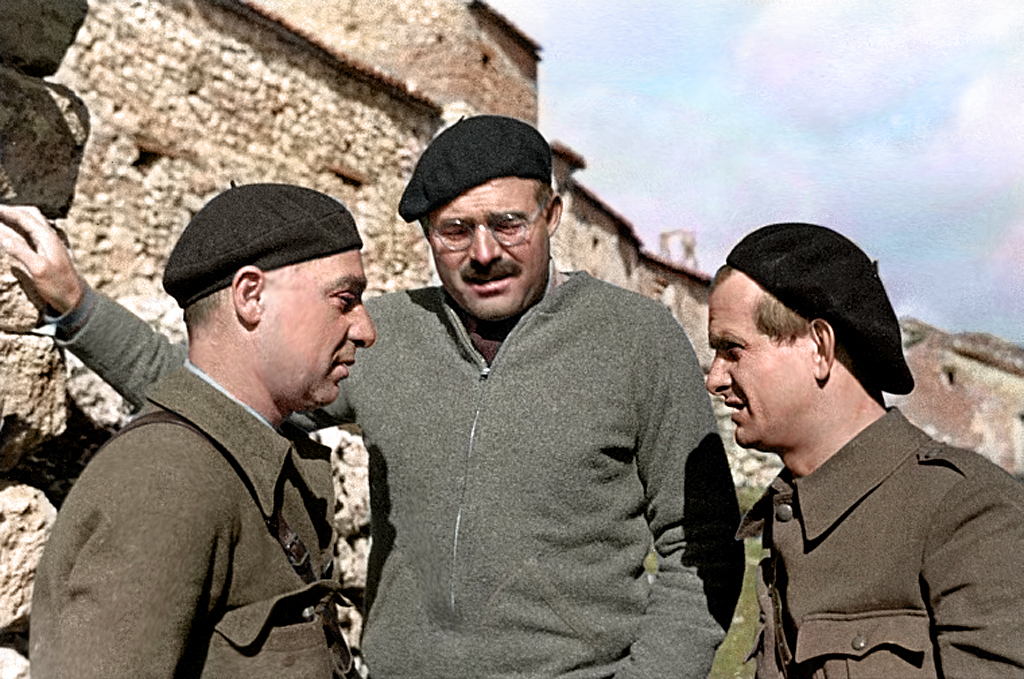
Ehrenburg, Ernest Hemingway och Gustav Regler under spanska inbördeskriget, 1937.
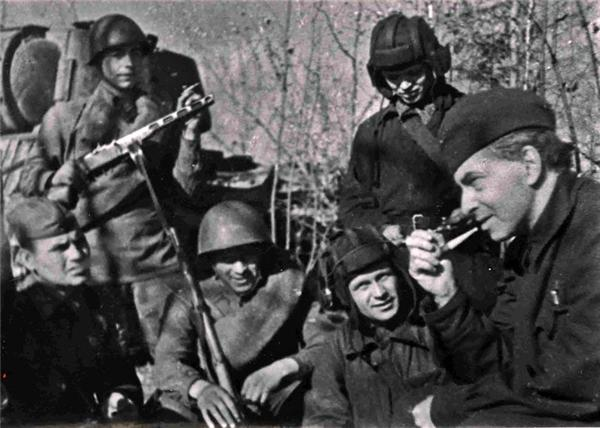
Ehrenburg tillsammans med stridsvagnsförare i Röda armén under andra världskriget, 1942.
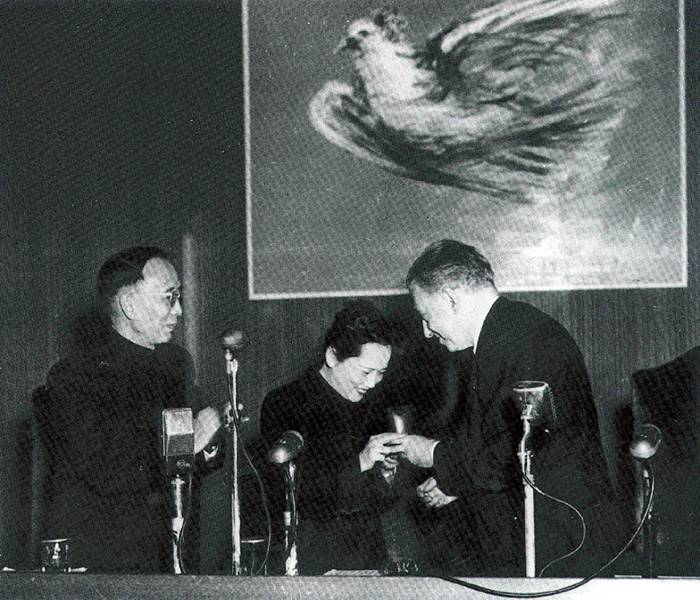
Ehrenburg delar ut Stalins fredspris till Guo Moruo och Soong Ching-ling, 1951.